# Collado del Mirón
Collado del Mirón – gmina w Hiszpanii, w prowincji Ávila, w Kastylii i León, o powierzchni 4,84 km². W 2011 roku gmina liczyła 44 mieszkańców.